# Пјанура Вомано (Терамо)
Пјанура Вомано (итал. Pianura Vomano) је насеље у Италији у округу Терамо, региону Абруцо.
Према процени из 2011. у насељу је живело 1465 становника. Насеље се налази на надморској висини од 56 м.